# Delta Kubana
Delta Kubana ili Kubanja (ruski: Дельта Кубани) jedna je od najvećih riječnih delti na području Rusije. Nalazi se na ušću rijeke Kuban, na zapadu Krasnodarskoga kraja Rusije. Površina delte iznosi oko 4300 km2, što je četvrtina razmjera delte rijeke Volge, najveće riječne delte u Europi.
Delta Kubana zauzima cijelu površinu Tamanskoga poluotoka i gotovo polovinu istočne obale Azovskoga mora. Obalna linija delte prostire se od grada Primorsko-Ahtarska na sjeveru do sela Nižnji Džemer na jugu. Glavni vodotok Kubana se ulijeva u Azovsko more sjeverno od grada Temrjuka, a najvažniji rukavac je Protoka koji se od glavnoga toka odvaja južno od grada Slavjansk na Kubanu. Kroz Protoku koja se u Azovsko more ulijeva kod sela Ačujeva k moru odlazi nešto manje od polovine ukupne vode u rijeci.
Ukupna dužina obalne linije na području delte je oko 280 km, od čega je 160 kilometara azovske i oko 120 km crnomorske obale. Kao početna točka Kubanske delte uzima se 116. km uzvodno od ušća glavnoga toka.
Suvremena delta Kubana predstavlja jako zamočvarenu primorsku nizinu zasutu ogromnima količinama nanosnoga materijala s Kavkaza i ispresijecanu brojnim kanalima, rukavcima, limanima, jezerima, močvarama i zaljevima. Od oko 13,5 km3 vode koju rijeka Kuban svake godine donese do mora, oko 2,5 km3 vodene mase se direktno zadržava u naplavnim ravnicama i močvarama širom delte.

## Vanjske poveznice
- Лотышев И. П. География Кубани. Энциклопедический словарь. Майкоп, 2006
- Geografski leksikon Krasnodarskoga kraja
- Группа лиманов между рекой Кубань и рекой Протокой и Ахтарско-Гривенская система лиманов Восточного Приазовья
- Палеогеография бассейна Кубани
- БЕРЕГА АЗОВСКОГО МОРЯ И ДЕЛЬТЫ РЕК